# Abdullah Saihan
Abdullah Wabran Saihan (7 de fevereiro de 1971) é um ex-futebolista profissional kuwaitiano que atuava como meia.

## Carreira
Abdullah Saihan representou a Seleção Kuwaitiana de Futebol, nas Olimpíadas de 1992 e 2000. 